# Typ 89 Granatwerfer
Der Typ 89 Granatwerfer (japanisch 八九式重擲弾筒 Hachikyū-shiki jūtekidantō) war ein japanischer Granatwerfer, der von 1929 (Kōki 2589, daher die Typbezeichnung) bis 1945  von den Kaiserlich Japanischen Streitkräften eingesetzt wurde.

## Geschichte

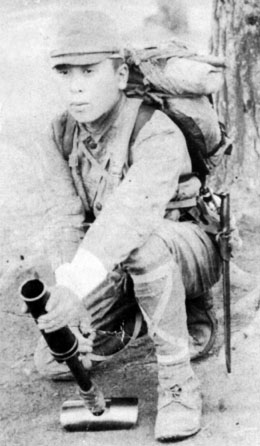
Granatwerfer in Schussposition

Bereits früh stellte sich heraus, dass der japanischen Infanterie eine geeignete, schnell verfügbare Artillerieunterstützungswaffe fehlte. So wurde von der japanischen Armee der 50-mm-Mörser Typ 89 entwickelt. Dieser wurde von einem einzigen Soldaten mitgeführt und konnte dem Zug so in kürzester Zeit Feuerunterstützung bieten. Zum Transport wurde der Mörser einfach am Bein des Soldaten festgezurrt, da die Konstruktion, Größe und Gewicht dieses erlaubten. Die Japaner nannten das Gerät deshalb Beinmörser.  Einer weitverbreiteten Legende zufolge erlagen die Alliierten im Zweiten Weltkrieg einem fatalen Irrtum, als sie einige der Mörser erbeuteten: Ein Übersetzer übersetzte Beinmörser als Kniemörser, woraufhin von einigen alliierten Soldaten der Mörser auf dem Knie stehend abgefeuert wurde, was zu einigen schweren Verletzungen führte. Da die amerikanischen Soldaten allerdings standardmäßig an Gewehrgranaten ausgebildet wurden, die mit speziellen, sehr rückstoßstarken Patronen abgeschossen wurden, weshalb ein Abfeuern aus dem Schulteranschlag sehr schmerzhaft war, ist zumindest fraglich, warum Soldaten eine Waffe mit erkennbar viel größerem Kaliber und entsprechendem Rückstoß vom Oberschenkel abfeuern sollten. 

## Technik
Der Mörser war eine unkonventionelle Konstruktion, die eher an einen Stab als an einen herkömmlichen Mörser erinnert. Der Höhenrichtbereich war nicht veränderbar und lag immer bei +45°. Die Reichweite konnte durch einen in das Rohr schraubbaren Stab verringert werden. Dadurch wurde die Treibladung der Granate früher gezündet, die Gase hatten mehr Expansionsspielraum und die Reichweite verringerte sich. Neben üblichen flossenstabilisierten Geschossen konnten auch ganz gewöhnliche Handgranaten verschossen werden, die dafür mit einer extra Treibladung versehen wurden.
Da der Mörser über kein Zweibein verfügte, musste der Schütze das Rohr beim Feuern festhalten. Daher erfolgte der Schussvorgang meist so, dass der Schütze hinter der Waffe kniete. Der Kniemörser war auf einer Bodenplatte angebracht und beim Daraufhocken konnte es durch den massiven Rückstoß zu Knochenbrüchen kommen. Auch wenn der Mörser von einer Person bedient werden konnte, wurde normalerweise ein Drei-Mann-Team eingesetzt.

## Technische Daten
- Kaliber: 50 mm
- Rohrlänge: 254 mm
- Gewicht: 4,7 kg
- Geschossgewicht: 793 g
- Höchstschussweite: 670 m
- Schussgeschwindigkeit: 25 Schuss/min